# Чёрный Яр (Архангельская область)
Чёрный Яр — деревня в Приморском районе Архангельской области. Входит в состав МО «Боброво-Лявленское».

## История
В 1928 году здесь располагалась девятая база Управления северных лагерей особого назначения. С 1929 года через этот пункт целыми семьями прошли сотни и тысячи раскулаченных крестьян Архангельской и Вологодской губерний. В память об этих событиях в июне 2008 года установлен поклонный крест, надпись на котором гласит: «Распятому северному крестьянству от депутатов областного собрания».

## География
Деревня находится на правом берегу Северной Двины. Административный центр в посёлке Боброво. Недалеко от деревни располагается музей-заповедник Малые Корелы.

### Климат
Климат умеренно-континентальный, морской с продолжительной зимой и коротким прохладным летом. Зима длинная (до 250 дней) и холодная, с температурой воздуха до минус 26 градусов С° и сильными ветрами. Средняя температура января — 15 градусов. Лето прохладное, средняя температура июля + 16 градусов тепла. Осадков от 400 до 600 мм в год. В среднем за год около 27 % всех осадков выпадает в виде снега, 55 % — в виде дождя и 12 % приходится на мокрый снег и снег с дождем. Характерна частая смена воздушных масс, поступающих из Арктики и средних широт. Погода крайне неустойчива. Длина светового дня колеблется от 3 часов 30 минут (22 декабря) до 21 часа 40 минут (22 июня).

## Население
Согласно результатам переписи 2002 года, русские составляли 85 % из 316 человек.
| 2002 | 2010 | 2012 |
| ---- | ---- | ---- |
| 317  | ↗321 | ↗325 |

## Достопримечательности
Стела Курсантам Борисовского военно-инженерного училища, погибшим при налете вражеской авиации 25 августа 1942 года.